# تحالف الإجابة لوقف الحرب وإنهاء العنصرية

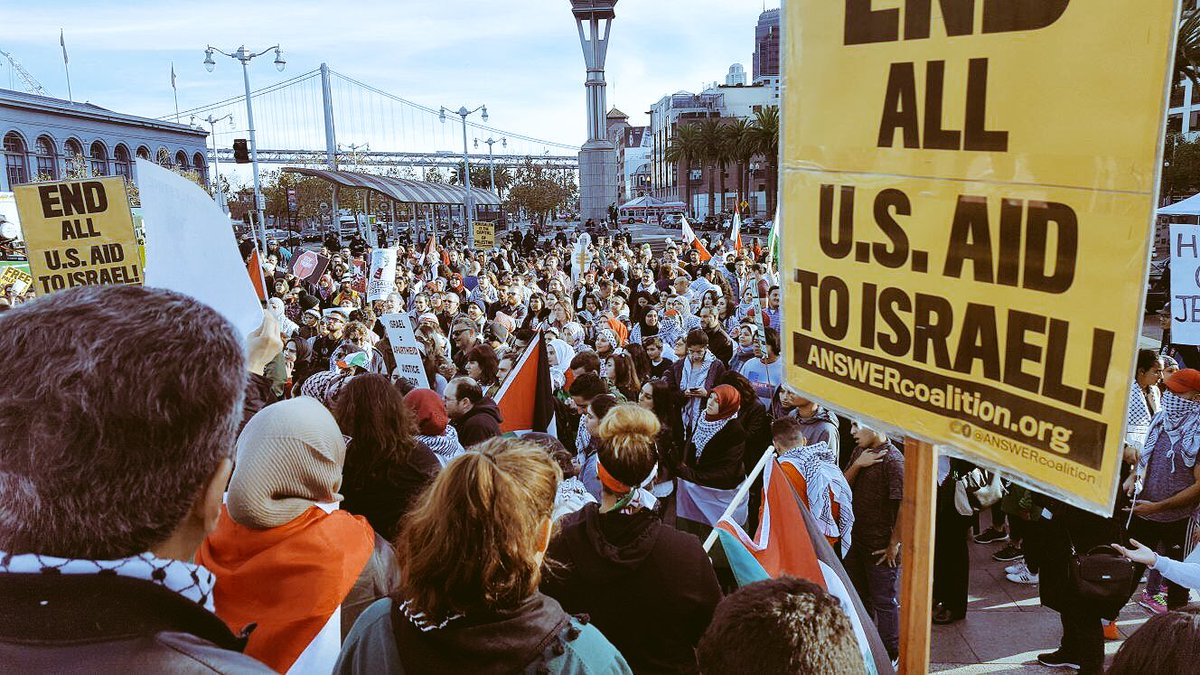
تظهر لافتة الإجابة في مسيرة 12 ديسمبر 2017 المؤيدة لفلسطين في سان فرانسيسكو

تحرك الآن لوقف الحرب وإنهاء العنصرية (ANSWER)، والمعروف أيضًا باسم الإجابة الدولية وتحالف الإجابة، هي مجموعة مظلة احتجاجية مقرها الولايات المتحدة وتتألف من العديد من المنظمات المناهضة للحرب والحقوق المدنية.تشكلت في أعقاب هجمات 11سبتمبر، وساعدت تحالف الإجابة منذ ذلك الحين في تنظيم العديد من أكبر المظاهرات المناهضة للحرب في الولايات المتحدة، بما في ذلك مظاهرات مئات الآلاف ضدحرب العراق. نظمت المجموعة أيضًا أنشطة حول مجموعة متنوعة من القضايا الأخرى، بدءًا من النقاش الإسرائيلي/الفلسطيني إلى حقوق المهاجرين في الضمان الاجتماعي إلى تسليم لويس بوسادا كاريلس.
تصنف «الإجابة» نفسها على أنها مناهضة للإمبريالية، وتتألف لجنتها التوجيهية من اشتراكيين وشيوعيين ومدافعين عن الحقوق المدنية ومنظمات يسارية أو تقدمية من مجتمعات المسلمين والعرب والفلسطينيين والفلبينيين والهايتيين وأمريكا اللاتينية.كان للعديد من منظمي تحالف الإجابة الرئيسيين روابط مع مركز العمل الدولي وحزب العمال العالمي في وقت تأسيس تحالف الإجابة.
واجهت الإجابة انتقادات من الجماعات الأخرى المناهضة للحرب بسبب انتماءاتها وتكتيكاتها في المظاهرات والنهج الطائفي المزعوم للعمل المشترك المناهض للحرب.كما واجهت انتقادات من مصادر مختلفة بسبب سياساتها المعادية للصهيونية.
المقر الوطني للمنظمة في واشنطن العاصمة

## أعمال الاحتجاج الكبرى

### 2001-2002
كان أول عمل رئيسي لـتحالف الإجابة في 29سبتمبر2001،مسيرة سياسية بعنوان «مناهضة الحرب ومناهضة العنصرية» في واشنطن العاصمة، في المقام الأول احتجاجًا على الغزو الأمريكي الوشيك لأفغانستان.شارك ما يقدر بنحو 8000 شخص.
جرت مظاهرة «الإجابة» الرئيسية التالية في 20 أبريل 2002، والتي، وفقًا لموقع «تحالف الإجابة» على الإنترنت، اجتذبت 100.000 شخص إلى واشنطن في أكبر مظاهرة مؤيدة للفلسطينيين في تاريخ الولايات المتحدة.في 26 أكتوبر من ذلك العام، نظمت «الإجابة» مظاهرة ضد تصويت الكونجرس على السماح باستخدام القوة ضد العراق، والتي وفقًا لموقعها على شبكة الإنترنت اجتذبت 100000 في سان فرانسيسكو و 200000 في واشنطن العاصمة 

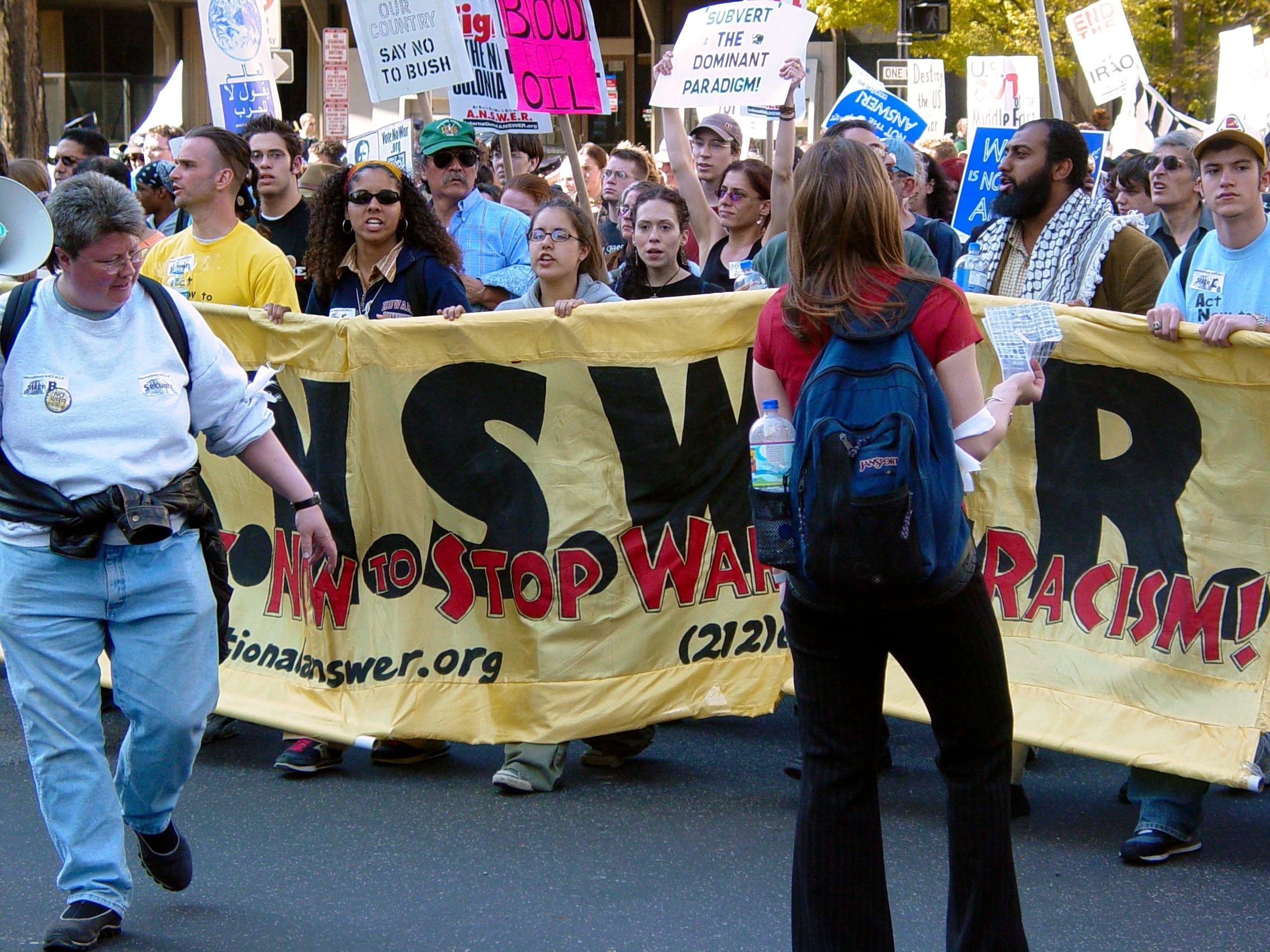
لافتة للإجابة على رأس مسيرة 12 أبريل 2003 ضد الحرب في واشنطن العاصمة

### 2003–04
دعت الإجابة على التظاهرات المناهضة للحرب في 18 يناير 2003 في واشنطن العاصمة وسان فرانسيسكو، والتي حضر كل منها 200 ألف شخص، وفقًا لموقع الجماعة على الإنترنت.كانت تحالف الإجابة واحدة من عدة مجموعات تنظم المكون الأمريكي للاحتجاج العالمي المناهض للحرب في 15 فبراير 2003، والذي كان، في جميع أنحاء العالم، أكبر تجمع مناهض للحرب تم تنظيمه على الإطلاق. قامت تحالف الإجابة برعاية مظاهرات طارئة قبيل بدء الغزو الأمريكي للعراق، في 15 مارس 2003، والتي وفقًا لموقعها على الإنترنت اجتذبت 100000 شخص في كل من سان فرانسيسكو وواشنطن.بالاشتراك مع متحدون من أجل السلام والعدالة (UFPJ)، شاركت في رعاية احتجاج مناهض للاحتلال في واشنطن في 25 أكتوبر من ذلك العام، والذي جلب مرة أخرى، وفقًا لموقع الجماعة على الإنترنت،100000 شخص في واشنطن.
دعا الرد إلى مظاهرات وطنية مناهضة للحرب ومؤيدة للفلسطينيين ومناهضة لانقلاب هايتي في 20مارس2004 (الذكرى الأولى لغزو العراق.) حضر الاحتجاج في نيويورك، الذي شارك في رعايته تحالف الإجابة،100000 وفقًا لموقع تحالف الإجابة.شاركت الإجابة في مسيرة من أجل حياة النساء في 25أبريل، واحتجاجات المؤتمر الوطني للحزب الجمهوري لعام 2004 في الفترة من 30أغسطس إلى 2سبتمبر.

### 2005-06
قامت تحالف الإجابة وتحالف الإجابة برعاية تجمع حاشد في واشنطن العاصمة في 24 سبتمبر 2005، حيث قدرت الشرطة بحضور 150.000 ومن المنظمين بنحو 300.000شخص.
شاركت تحالف الإجابة في مظاهرات في عيد العمال لعام2006 لدعم حقوق المهاجرين غير الشرعيين، والتي خرجت عدة ملايين من الأشخاص عبر الولايات المتحدة.وقد نظمت هذه الاحتجاجات عدد من المجموعات التي لا علاقة لها بـ تحالف الإجابة أيضًا.
في أواخر حزيران/يونيو2006، نظمت «الإجابة» وشاركت في مسيرات محلية ضد الغزو الإسرائيلي لغزة.بعد وقت قصير من غزو إسرائيل للبنان بعد أسبوعين، أطلقت الإجابة إلى جانب المجلس القومي للأمريكيين العرب والجمعية الإسلامية الأمريكية دعوة للاحتجاجات في 12أغسطس/آب 2006 ضد «الحرب الأمريكية الإسرائيلية على شعب لبنان وفلسطين.» قدر المنظمون أن مظاهرات 12أغسطس/آب اجتذبت 30ألف متظاهر في واشنطن، و 10آلاف في سان فرانسيسكو، و 5000في لوس أنجلوس.

### 2007-2010

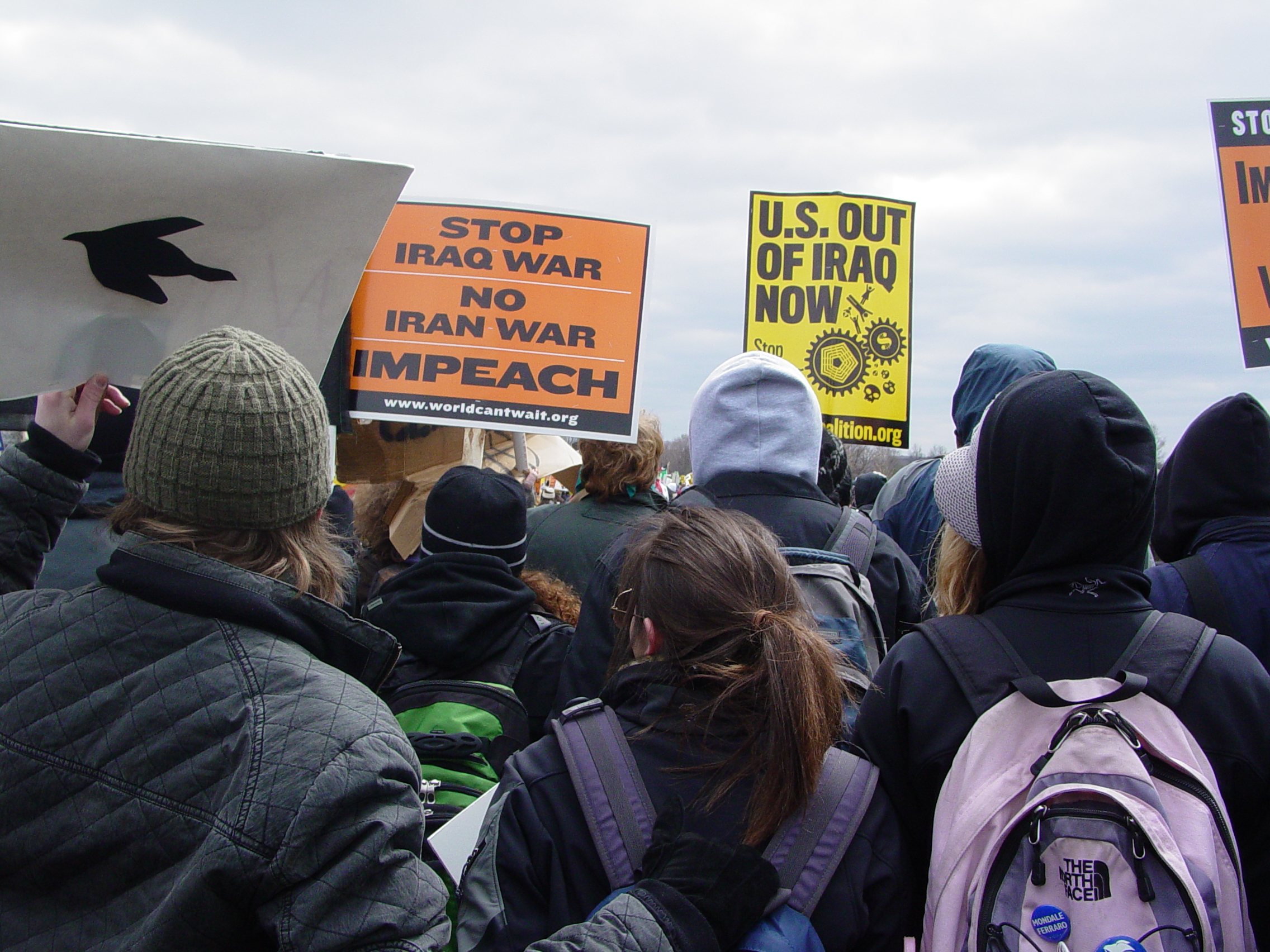
مسيرة خلال مظاهرة 17 مارس 2007 المناهضة للحرب في واشنطن العاصمة

دعت الإجابة عن مظاهرات وطنية مناهضة للحرب في سان فرانسيسكو وواشنطن العاصمة في 15سبتمبر/أيلول2007.وبحسب المجموعة، كان الحضور 100ألف.
انضمت الإجابة إلى مجموعات أخرى لتنظيم مظاهرة مناهضة للحرب في 20مارس2010 في واشنطن العاصمة.

### 2010-2020
وردا على تصاعد التوترات في العراق بين العسكريين والدبلوماسيين الأمريكيين والميليشيات الشيعية العراقية بالمراسلات مع إيران، دعا الجواب إلى القيام بمظاهرة وطنية ضد الحرب في العراق والعدوان على إيران.تم الإعلان عن الدعوة للتظاهرات عبر مواقع التواصل الاجتماعي في 1كانون الثاني2020 ، لكن أهمية المظاهرات المقترحة في 3كانون الثاني2020، عندما استهدفت الولايات المتحدة قافلة سيارات في مطار بغداد الدولي وقصفتها، ما أدى إلى مقتل الجنرال الإيراني قاسم سليماني والعديد من الشخصيات البارزة في قوات الحشد الشعبي العراقية، بما في ذلك نائب رئيس الميليشيا أبو مهدي المهندس.في 4يناير2020، نظمت أكثر من 70مظاهرة بقيادة تحالف الإجابة ومنظمات أخرى بالتنسيق مع تحالف الإجابة في جميع أنحاء الولايات المتحدة.تراوحت المظاهرات من أصغر حجمًا في المدن الصغيرة إلى التجمعات الكبيرة في مدن مثل مدينة نيويورك وشيكاغو.وضمت مظاهرة واشنطن العاصمة الممثلة جين فوندا.
تقدمت تحالف الإجابة بطلب للحصول على تصريح التعديل الأول الذي تجري معالجته حاليًا بواسطة إدارة المتنزهات الوطنية للمظاهرات في يوم تنصيب جو بايدن في 20يناير2021.
حولت الإجابة اهتمامها بشكل متزايد إلى الصراع المتزايد بين الولايات المتحدة وجمهورية الصين الشعبية.بريان بيكر، المدير الوطني لتحالف الإجابة، هو أحد المؤيدين لبيان مهمة منظمة «المحور نحو السلام»، وهي منظمة تضم «الأمريكيين المعنيين من جميع مناحي الحياة الذين اجتمعوا معًا في معارضة الاتجاه المتزايد بشكل كبير نحو المواجهة بين الولايات المتحدة والصين». لقد عملوا أيضًا مع «لا حرب باردة» في الأحداث، بما في ذلك ندوتهم عبر الإنترنت، «من أجل المحيط الهادئ»، والتي شارك فيها منظم تحالف الإجابة ديريك فورد.
بعد مقتل العديد من النساء الآسيويات في جريمة كراهية في أتلانتا في 16 مارس 2021، نظم تحالف الإجابة يوم عمل على مستوى البلاد للاحتجاج على جريمة الكراهية ضد آسيا.ترى الإجابة أن جرائم الكراهية هي نتيجة العداء المتزايد تجاه الصين.

### أرقام الحضور
كانت أرقام الإجابة عن حجم الاحتجاج في مارس2007 أعلى من أرقام سان فرانسيسكو كرونيكل المقابلة.دخلت تحالف الإجابة في نزاع عام مع سان فرانسيسكو كرونيكل حول حجم تلك المظاهرة.الإجابة كتب المنسق الإقليمي الغربي ريتشارد بيكر في افتتاحية:
بينما كان عشرات الآلاف من المتظاهرين المناهضين للحرب لا يزالون يدخلون مركز سان فرانسيسكو المدني يوم الأحد،18 مارس...تلقى المنظمون كلمة تفيد بأن مراسل كرونيكل الذي يغطي الحدث قد قرر بالفعل أن 3000 شخص فقط كانوا حاضرين...إن نقص وسائل الإعلام السائدة في إحصاء التظاهرات التقدمية ليس بالأمر الجديد، لكن هذا كان له لمسة ساحرة.
تحليل عرض ووتيرة المسيرة مع الوقت اللازم للمسيرة لاجتياز نقطة معينة، يجادل بيكر بأن تقدير كرونيكل ' مستحيل".
كما اتهم بعض اليساريين تحالف الإجابة بالمبالغة في حضور الاحتجاج.أكد تود كريتيان افتتاحية العامل الاشتراكي في أكتوبر / تشرين الأول 2007: «اسأل أي شخص عمل مع تحالف الإجابة، وسوف يخبرك أن منظميها يضاعفون دائمًا عدد الأشخاص في مسيراتهم.في الآونة الأخيرة، زاد عامل الضرب».يصف كريتيان هذا بأنه «مربك للحركة».

## المنظمات الأعضاء
كان للعديد من منظمي تحالف الإجابة الرئيسيين روابط مع مركز العمل الدولي وحزب العمال العالمي في وقت تأسيس تحالف الإجابة.

## الخلافات

### العلاقات داخل الحركة المناهضة للحرب
عددقليل من الجماعات المناهضة للحرب البارزة في الولايات المتحدة أو في أي مكان آخر لديها علاقات رسمية مع تحالف الإجابة، على الرغم من أن العديد منها قد شارك في احتجاجات رئيسية ترعاها تحالف الإجابة.
كان هناك الكثير من النقاش بين المعارضين اليساريين الأمريكيين لغزو العراق وأفغانستان حول درجة استعدادهم أو عدم استعدادهم للعمل مع «الإجابة» بسبب انتماءاتهم.
يقول مايكل ألبرت وستيفن ر.شالوم في مجلة ضد أنه بغض النظر عن الآراء السياسية لبعض المتحدثين في مظاهرة كبرى مناهضة للحرب، «طالما أن المتحدثين الآخرين يمكنهم التعبير عن مواقف مع وجهة نظر مختلفة، فإن التأثير الكلي سيظل الحدث إيجابيًا، خاصة في حالة عدم وجود خيارات أخرى.في الواقع، لن يكون معظم المشاركين في المظاهرة على دراية بمن قال ماذا بالضبط وما إذا كان أي متحدث معين قد أغفل هذه النقطة أو تلك.ما سيختبرونه سيكون احتجاجًا قويًا مناهضًا للحرب.وسيرى معظم الجمهور الأمر بهذه الطريقة أيضًا.» 

#### كسر مع تحالف الإجابة
على الرغم من أن تحالف الإجابة عملت مع متحدون من أجل السلام والعدالة (UFPJ) لبناء مسيرة 24سبتمبر2005 بواشنطن العاصمة، إلا أن البيان الصادر في ديسمبر2005 عن اللجنة التوجيهية لمتحدون من أجل السلام والعدالة يقول إن الاتحاد "قرر عدم تنسيق العمل مع تحالف الإجابة مرة أخرى على المستوى الوطني.مستوى.تشير الوثيقة إلى ثلاثة أسباب للقرار:
1. لم تحترم تحالف الإجابة الحدود الزمنية المتفق عليها لأقسامها من رالي ما قبل المسيرة
2. أجلت الإجابة بداية مارس
3. لم يحضر الجواب العديد من المتطوعين"

تقول الوثيقة أن اللجنة التوجيهية لـ تحالف الإجابة «لم يكن لديها إجماع» حول قرار عدم العمل مع تحالف الإجابة، ولكن لديها «أغلبية ساحقة تزيد عن الثلثين...نحن لا نقدم أي توصيات أو تفويضات بشأن هذه المسألة إلى المجموعات الأعضاء في الاتحاد في المنطقة المحلية أو القائمة على الدوائر الانتخابية...» 
ورد الرد بالقول إن «اتحاد القوى الشعبية أعلن على الملأ نيته تقسيم الحركة»، واتهم الاتحاد «بهجوم كاذب وقبيح على تحالف الإجابة»، والقيام بذلك لأسباب «تافهة ومثيرة للدهشة».إلى جانب تقديم روايتهم الخاصة للأحداث التي أحاطت يوم 24 سبتمبر، يشير بيان تحالف الإجابة إلى بعض الاختلافات الأقل تافهة بين المجموعات: فقد انتقدوا متحدون من أجل السلام والعدالة لاستعداده لدعم أفكار السياسيين الرئيسيين، مثل جون مورثا، الذين استاءوا من الحرب، بينما الإجابة «تعتبر محاولة تكييف رسالة الحركة التقدمية لإرضاء الدعم الخيالي الذي طال انتظاره من السياسيين أمرًا ضارًا.» يسأل تحالف الإجابة، «لماذا يمكن لقيادة متحدون من أجل السلام والعدالة أن تبني» جبهة موحدة «متدفقة مع السياسيين الإمبرياليين ولكن ليس تحالف الإجابة، الذي نظم مئات الآلاف من الناس لتعزيز السلام الحقيقي وتقرير المصير؟» 
بشكل مطول، جادل تحالف الإجابة بأن الانقسام الحالي له جذور تاريخية، تعود إلى «حرب العراق الأولى في 1990-1991،[عندما] اختارت بعض القوى القيادية نفسها الآن في متحدون من أجل السلام والعدالة إنشاء تحالف ثانٍ مناهض للحرب وأصرّت على السير في مسيرة تحت شعار» عقوبات اقتصادية لا حرب«بينما جادل بعض من هم اليوم في قيادة تحالف الإجابة بأن العقوبات الاقتصادية كانت حربًا - وسلاح دمار شامل في ذلك الوقت.لقد أكدنا أن العقوبات الاقتصادية ضد العراق ستؤدي إلى شكل من أشكال الإبادة الجماعية ضد الشعب العراقي وأن الموقف الصحيح الوحيد للحركة الأمريكية المناهضة للحرب هو المطالبة ب» لا حرب ضد العراق«....ووفقاً لإحصاءات الأمم المتحدة، أودت العقوبات الاقتصادية في نهاية المطاف بحياة أكثر من مليون عراقي، معظمهم من الأطفال دون سن الخامسة...السؤال المطروح على الحركة المناهضة للحرب هو: هل نبني حركة تتحدى الإمبريالية بشكل شامل أم أننا نعارض فقط تكتيكات معينة تستخدمها الإمبريالية مثل الغزو العسكري الصريح الأحادي؟» 
فيما يتعلق بآفاق العمل مرة أخرى مع تحالف الإجابة، كتب تحالف الإجابة،«[نعتبر] الجبهة المتحدة التي تشكلت في مبادرتنا حققت نجاحًا ملحوظًا»، وبعد ذلك «قد يكون للمجموعات المختلفة شعارات مختلفة على لافتاتهم، ولكن وعليهم محاولة التغلب على قوى الانقسام للسير كتفا بكتف ضد العدو الحقيقي».
على الرغم من أن لغة بيان اللجنة التوجيهية لـ تحالف الإجابة تجعل الاستراحة تبدو نهائية، فقد نشروا بيانات مماثلة (رفض العمل المستقبلي مع تحالف الإجابة) في الماضي، فقط للموافقة لاحقًا على التظاهرات الموحدة.القرار الصادر في مايو 2005 بنفس المعنى - الإعلان عن مظاهرة في 24 سبتمبر منفصلة عن تلك التي بدأها تحالف الإجابة  تم عكسه عندما وافق تحالف الإجابة على مظاهرة موحدة مناهضة للحرب.وجرت مظاهرات موحدة سابقة بين الجماعتين في 25 أكتوبر 2003 و 20 مارس 2004.

### معاداة الصهيونية وادعاءات معاداة السامية
انتقدت رابطة مكافحة التشهير «الإجابة» لدعمها حزب الله وحماس والهجمات الإرهابية على الإسرائيليين من قبل تلك الجماعات وغيرها، فضلاً عن موقفها المناهض للصهيونية.كما وصفت منظمة تحالف الإجابة بأنها تعزز بيئة معادية للسامية في بعض التجمعات، مستشهدة بأمثلة على اللافتات التي أقامها الحاضرون للترويج لنظريات المؤامرة المعادية للسامية وشيطنة إسرائيل. قال معهد ستيفن روث إن «المحتوى المعادي لإسرائيل والمعاد للسامية قد ميز بعض أحداث الإجابة».
احتوى عدد مايو - يونيو 2003 من مجلة تكون، وهي مجلة تقدمية للمصالح اليهودية، على قسم خاص بعنوان الاستبداد ومعاداة السامية في الحركة المناهضة للحرب؟ وفقًا لـ Tikkun، «أفاد العديد من اليهود أنهم واجهوا ما اعتبروه معاداة للسامية في مظاهرات مناهضة للحرب نظمتها دولي تحالف الإجابة» وصف تيكون التصورات عن معاداة السامية بأنها تستند إلى استهداف إسرائيل للنقد وفشل الإجابة.إلى «الاعتراف أو دعم حق الشعب اليهودي في تقرير المصير القومي».
والجدير بالذكر أن لارابطة الدفاع عن الديمقراطية ولا معهد ستيفن روث ولا تيكين حددوا أي رسائل «معادية للسامية» قادمة من متحدثين باسم تحالف الإجابة أو شعارات أو منافذ رسمية، وتشير فقط إلى بعض اللافتات واللافتات التي حملها أشخاص حضروا الاحتجاجات التي نظموها.
ووفقًا للإجابة: «نحن نكره بشدة جميع أشكال العنصرية والتعصب، بما في ذلك معاداة السامية.في الوقت نفسه، لا نعتقد أن انتقاد سياسات الحكومة الإسرائيلية يجب أن يوصف بأنه معاد للسامية أكثر من أن يوصف انتقاد سياسة الحكومة الأمريكية بأنه معادٍ لأمريكا».
تعمل الإجابة ولا تزال تعمل مع منظمة "الصوت اليهودي من أجل السلام" وغيرها من الجماعات اليهودية التقدمية التي تعارض إسرائيل أوتنتقدها.

### الهجرة وعيد العمال 2006
بالإضافة إلى النشاط المناهض للحرب، تشارك تحالف الإجابة في الدفاع عن حقوق المهاجرين غير المسجلين، معتقدة أن جميع الهجرة يجب أن تكون قانونية.انخرط تحالف الإجابة في نشاط حقوق المهاجرين من خلال الاحتجاجات ضد أنقذوا دولتنا، وهي مجموعة احتجاج ضد الهجرة غير الموثقة مقرها كاليفورنيا، ومشروع مينيوتمين، وهي مجموعة تقوم بدوريات على الحدود بين الولايات المتحدة والمكسيك لمنع العبور غير القانوني للحدود، والتي تعتبرها تحالف الإجابة على أنها ممارسة اليقظة العنصرية.بدأت هذه الاحتجاجات بعد فترة وجيزة من تأسيس مجموعة مينيوتمين في أبريل2005.لم تكن الإجابة عادة المنظم الأساسي لهذه الاحتجاجات ولكنها دعمتها بنشاط.على سبيل المثال، ساعدت تحالف الإجابة في تنظيم احتجاجات مضادة للتجمعات التي نظمتها الجماعات اليمينية في الحمراء،كاليفورنيا في 21يونيو2005 ؛  في ساكرامنتو،كاليفورنيا في 29 أغسطس 2005 ؛  في لوس أنجلوس في 7 يناير 2006 ؛  وفي بوربانك،كاليفورنيا في 21 يناير 2006 
شاركت تحالف الإجابة أيضًا في مظاهرات أكبر بكثير لمعارضة مشروع قانون سينسينبرينر ودعم إضفاء الشرعية على المهاجرين غير الشرعيين التي حدثت في جميع أنحاء الولايات المتحدة منذ مارس 2006.لم تكن الإجابة هي المنظم الأساسي للاحتجاجات الكبيرة الأولية في شيكاغو ولوس أنجلوس ودالاس في أواخر مارس وأوائل أبريل، لكنها أيدتها.كانت الإجابة أكثر بروزًا في الترويج لإضراب ومقاطعة «يوم بلا مهاجر» في عيد العمال، لأن هذه الدعوة كانت مثيرة للجدل داخل حركة حقوق المهاجرين، مما ساهم في الانقسام المتزايد بين المدافعين عن اليسار والمعتدلين الذين اعتقدوا أن الإضراب والمقاطعة سوف تأتي بنتائج عكسية.
أدى موقف الإجابة على الجانب الأيسر من هذه القضية إلى انتقادات؛ قال خايمي كونتريراس، رئيس التحالف الوطني للمهاجرين في العاصمة ورئيس الاتحاد الدولي لموظفي الخدمة المحليين في واشنطن العاصمة، لصحيفة واشنطن بوست بخصوص الإجابة: «المجموعات...التي لم تفعل شيئًا بشأن الهجرة ليس لديها سبب للتشبث بأنفها حيث لا تنتمي...لا علاقة لهم بالقول،» دعونا نقوم بإضراب«بينما سيخلق ذلك عبئًا هائلًا على مجموعات المهاجرين.إنهم بحاجة إلى البقاء في صندوقهم».أجاب بريان بيكر، المنسق الوطني لـ تحالف الإجابة، أن تحالف الإجابة قد شاركت بالفعل في الهجرة على المدى الطويل، وأن «نحن مجرد جزء من الائتلاف؛ نحن لا نقوده على الإطلاق...كل ما يدعو إليه مجتمع حقوق المهاجرين هو ما ندعمه».

### الصراع مع حكومة مدينة العاصمة بشأن الملصقات
في أغسطس 2007، زعمت إدارة الأشغال العامة في العاصمة أن تحالف الإجابة كسرت قوانين المدينة من خلال وضع اللافتات والإعلان عن مسيرة مناهضة للحرب في 15 سبتمبر على صناديق المرافق واستخدام مادة لاصقة يصعب إزالتها.بالإضافة إلى ذلك، زعمت National Park Service، التي تدير العديد من المتنزهات في مقاطعة كولومبيا، أن اللافتات كانت تشويهًا للممتلكات الفيدرالية وأمرت المجموعة بإزالة اللافتات أو دفع ثمن إزالتها.ورفضت الإجابة إزالة اللافتات، مشيرة إلى أن المادة اللاصقة المستخدمة كانت قانونية، وأنه معجون قابل للذوبان في الماء، وأن تصرفات المدينة كانت «ذات دوافع سياسية».وقالت الجماعة إن أي غرامات لن يكون لها أساس قانوني وإنها ستستأنف إذا فُرضت غرامات. رفعت شركة تحالف الإجابة دعوى قضائية ضد المدينة في محكمة اتحادية لمنع المدينة من إنفاذ قوانينها حتى تنشئ «نظامًا مسموحًا به دستوريًا وغير تمييزي» لتحديد القواعد الخاصة بنشر اللافتات.صرحت متحدثة باسم تحالف الإجابة أنهم حصلوا على دعم من الدعاية وكانوا يعتزمون الاستمرار في نشر المزيد من الملصقات والملصقات واللافتات على الرغم من جهود المدينة.

## أنظر أيضا
- قائمة المنظمات المناهضة للحرب
- قائمة نشطاء السلام
- بيتا ليندسي
- يوجين بوريير

## روابط خارجية
- الموقع الرسمي
- "The Politics of the Antiwar Movement: The Question Of International A.N.S.W.E.R." by Bill Weinberg, Nonviolent Activist, Nov–Dec 2005.
- "The 'Answer' Question Poses Difficult Choices for Liberals" by Gal Beckerman, The Forward, September 30, 2005.